# Osnabrücker Turnerbund

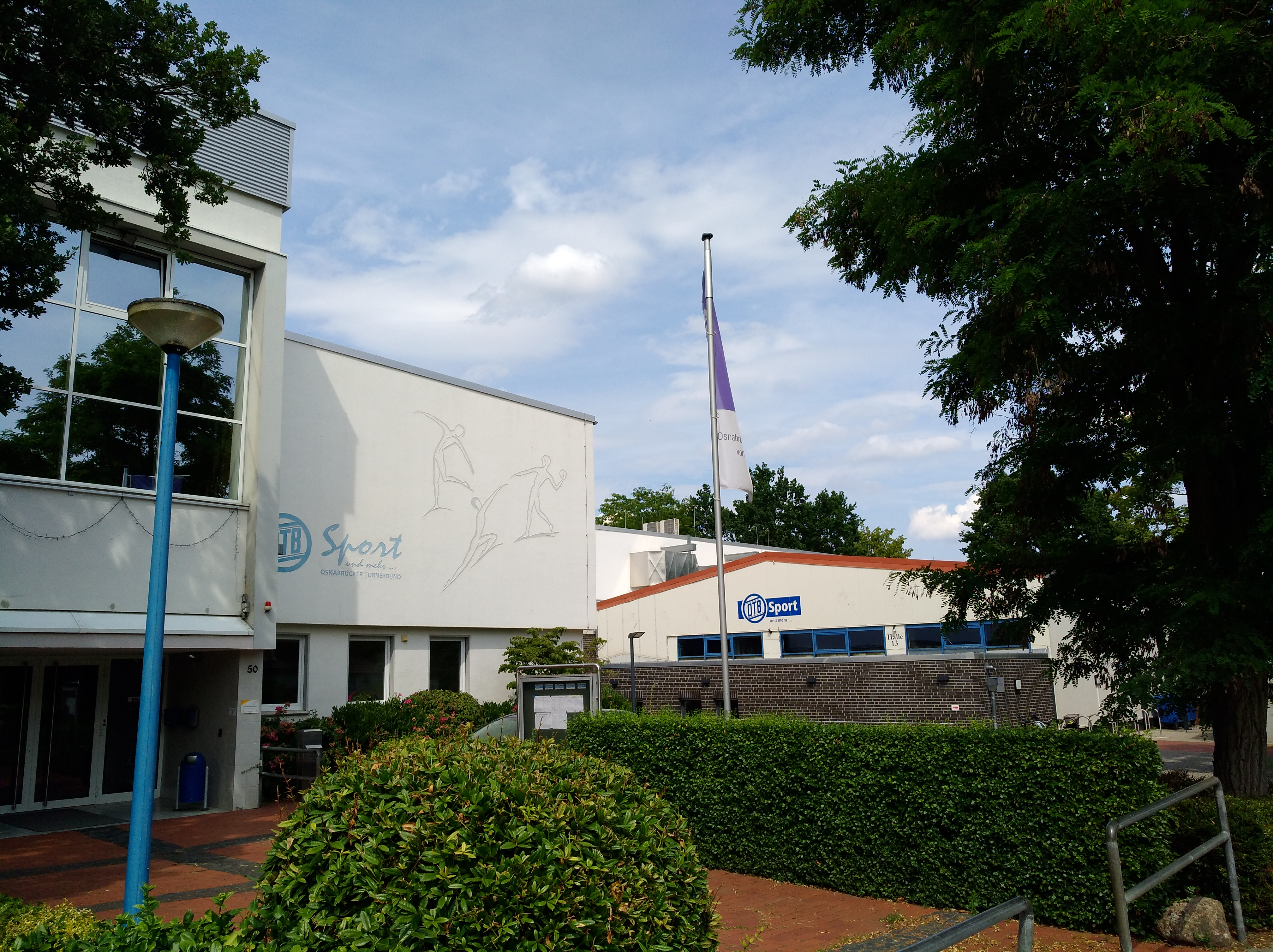
Vereinsheim

Der Osnabrücker Turnerbund von 1876 e. V. (OTB) ist einer der ältesten und größten Sportvereine der Stadt Osnabrück. Mit ca. 2.600 Mitgliedern in rund 15 Abteilungen ist er vorwiegend auf Breiten-, Gesundheits- und Behindertensport ausgerichtet. Der OTB verfügt an der Oberen Martinistraße 50 über mehrere Sporthallen für alle Ballsportarten, Fitness und Gesundheitssport, Ballet, Tanzsport, Kampfsport sowie Leichtathletik.

## Geschichte
Der Osnabrücker Turnerbund wurde am 4. September 1876 durch 29 Handwerker gegründet. Zunächst diente ein umgebauter Pferdestall als Turnhalle. 1877 erfolgte der Eintritt in die deutsche Turnerschaft und 1882 zog man in die städtische Hauptturnanstalt am Schlosswall um. Eine erste Jugendabteilung wurde 1900 und die Frauenabteilung 1909 gegründet. Es entstand zudem 1908 ein Vereinsheim am Schnatgang. 1920 erfolgte die Gründung einer Spiel- und Sportabteilung. Ab 1924 gab der Verein zeitweise eine Vereinszeitung heraus. Im Zweiten Weltkrieg brannte 1945 die Turnhalle am Schnatgang nach einem der Luftangriffe auf Osnabrück aus. Nach dem Krieg wurde eine Tischtennis- und Handballabteilung (1947) und die Leichtathletikabteilung (1948) gegründet. Eine neue Sportstätte wurde 1962 an der oberen Martinistraße eingeweiht. Dort wurde 1974 ein Anbau des Spiel- und Sportkindergartens und eines Schwimmbades vorgenommen. Die Gründung der Judoabteilung erfolgte 1976. 2006 kam der Bau einer weiteren Ballsporthalle hinzu. Im Jahr 2015 wurde das Kraft-, Kurs- und Verwaltungsräume beinhaltende OTB-Athleticum angebaut.

## OTB-Athleticum
Im Erdgeschoss befindet sich ein modern ausgestattetes Fitnessstudio, das durch zwei große, helle Kursräume in der ersten Etage ergänzt wird. Das Kursangebot reicht von Herz-Kreislauf-Training, Training zur Gewichtsreduzierung („Fatburner“) über Aerobic- und Step-Kurse hin zu Workout-Kursen. Cross- und Functional Training wird ebenso angeboten wie Yoga- und Pilates-Kurse.

## Veranstaltungen
- Der Silvesterlauf Osnabrück stellt mit jährlich mehreren Tausend Läufern einen der größten Volksläufe in Deutschland dar.

## Abteilungen
| - Badminton - Basketball - Cheerleading - Fitness | - Fußball - Jazzets - Judo - Karate | - Latein (Tanzen) - Laufen - Leichtathletik - Nordic Walking | - Orientierungslauf - Rehasport - Rock’n Roll | - Sumo - Tai Chi - Volleyball - Walking |

### Basketball
Die Basketballabteilung des OTB trägt den Namen „Titans“. Die erste Damenmannschaft des Vereins spielte zuletzt in der 2. Bundesliga, hier kam es zum Stadtduell mit den GiroLive Panthers Osnabrück des Osnabrücker Sportclubs. 2018 beschlossen die beiden Vereine, langfristig sportlich im Basketballbereich zu kooperieren. Aufgrund dessen haben die Titans ihr Damenteam nach Ende der Saison 2017/18 aus der 2. Bundesliga zurückgezogen. Der OTB will sich vermehrt auf den Herrenbereich mit der ersten Mannschaft in der 2. Regionalliga konzentrieren, während der OSC weiterhin seinen Damenbereich professionell ausrichten wird. Die Kooperation soll auch die Nachwuchsförderung betreffen, z. B. durch gemeinsame Jugendteams. Mittlerweile spielt die Herrenmannschaft des OTB im tabellarischen Mittelfeld der Kreisklasse. In der Saison 2023/24 hat der Verein keine Kinder- und Jugendteams gemeldet.

### Judo
Die Damenmannschaften des OTB waren jahrelang unter Leitung von Abteilungsleiter Heinz Reisige in der Judo-Bundesliga erfolgreich, zuletzt in Wettkampfgemeinschaft mit Stella Bevergern. Insgesamt konnte viermal der Deutsche Meistertitel gewonnen werden. 2017 hat sich die erste Damenmannschaft aufgelöst.
Besonders erfolgreiche Judoka des OTB sind:
- Nicole Hehemann: 2 × WM-Gold, 1 × WM-Silber, 1 × WM-Bronze, 1 × EM-Gold, 2 × EM-Silber, mehrfach DM-Gold (Sumo und Judo)[5][6]
- Nicole Niemeyer: 1 × WM-Silber, 1 × WM-Bronze (Judo)

## Sportstätten
Die überwiegende Anzahl der Sportkurse findet in den vereinseigenen Gebäuden an der Oberen Martinistraße 50 in Osnabrück statt.
Direkt hinter dem Hauptgebäude befinden sich auf dem Gelände der Illoshöhe mehrere Fußballplätze (Echt- und Kunstrasen), Tennisplätze, eine 400-m-Tartanbahn, Hoch- und Weitsprungvorrichtungen, Beachvolleyballplätze usw.
Diese sind überwiegend mit Flutlicht ausgestattet und verfügen teilweise über Tribünen mit überdachten Sitzgelegenheiten.
Des Weiteren befinden sich mit den wenige hundert Meter entfernten Arealen Natruper Holz und Rubbenbruchsee zahlreiche Möglichkeiten für Laufsportarten.
Im Hauptgebäude befindet sich unter anderem eine große Sporthalle mit Tribüne, eine Judohalle, eine Karatehalle, eine Rhythmikhalle, eine Gymnastikhalle, das OTB-Athleticum, das Kinderbewegungszentrum, Gastronomie mit Theken-, Tisch- und Biergartenbereich, die Verwaltung und eine Sauna. Im Nebengebäude befindet sich seit 1974 der vier Gruppen umfassende Spiel- und Sportkindergarten. Seit dem Jahr 2007 besitzt der OTB das Kinderbewegungszentrum „Kinderwelt“. Es vermittelt Kindern zwischen null und zwölf Jahren vielfältige Bewegungskonzepte.

## Bekannte Besucher
- Am 16. November 1980 besuchte Papst Johannes Paul II. Osnabrück und hielt auf dem Fußballfeld an der Illoshöhe vor 140.000 Menschen einen Gottesdienst ab.
- Der ehemalige Bundespräsident und Ministerpräsident des Landes Niedersachsen Christian Wulff war mehrfacher Besucher beim OTB.
- Kardinal Meisner als Bischof von Berlin (später Erzbischof von Köln).